# Sexava karnyi
Sexava karnyi är en insektsart som beskrevs av Leefmans 1927. Sexava karnyi ingår i släktet Sexava och familjen vårtbitare. Inga underarter finns listade i Catalogue of Life.